# 脱欧：无理之战
《脱欧：无理之战》（英語：Brexit: The Uncivil War）是2019年英国电视电影，由詹姆斯·格拉汉姆编剧，托比·海耶斯执导，本尼迪克特·康伯巴奇、罗里·金尼尔主演。影片讲述了2016年脱欧公投前夕，投票脱欧组织的策略师们如何利用大数据劝说英国民众投票退出欧盟的历程。影片于2019年1月7日和1月19日分别在英国第四台和美国HBO首播，台灣由CATCHPLAY、myVideo影音隨看線上播出。
影片获得第71屆黃金時段艾美獎最佳电视电影提名，但最终输给了《黑镜：潘达斯奈基》。

## 劇情
多米尼克·卡明斯幻想自己日后在公众质询会上，向人们解释科技如何重塑英国的社会和政治生态。多米尼克·卡明斯于2015年接受英国独立党议员道格拉斯·卡斯维尔和政治分析师马修·艾略特的邀请，领导投票脱欧运动。接管大盘后，多米尼克·卡明斯在白板上列出算法数据库带动的微定位工具传递精准定位有价值信息的核心战略。之后，脱离欧盟的奈杰尔·法拉奇和亚伦·班克斯向多米尼克·卡明斯提出合并两个组织，但多米尼克·卡明斯手中的数据显示法拉奇是赢得大多数人主持的障碍，因而婉言谢绝了对方。多米尼克·卡明斯的数据库战术引起他和脱欧派议员和捐助者之间的摩擦，其中的约翰·米尔斯计划利用当地议员发出的海报、电话和传单的传统政治活动。作为投票脱欧运动的领导者，米尔斯一直想除掉多米尼克·卡明斯，好跟脱离欧盟兼并。然而，米尔斯发现自己被解雇了。
多米尼克·卡明斯和他在留在欧盟英国更强的克雷格·奥利弗钻研了彼此的观点和策略。双方认为未确定立场的三分之一将是公投的关键。奥利弗将“就业和经济”视作他们的关键信息，而这也是他的专门小组一直所强调的。多米尼克·卡明斯自行在酒吧和会议场所进行非正式研究，发现“控制权流失”已成为公众普遍关心的议题，同时他们也普遍担忧土耳其可能加入欧盟。多米尼克·卡明斯借用了中国古代军事家孙武著作《孙子兵法》第九章《九地》的策略，不直接攻击留欧派的关键信息，只关注自己的信息。多米尼克·卡明斯后来恍然大悟，把核心信息细化为“收回控制权”，从而将留欧派定位为历史现状，将脱欧派定义为“改变”的选项。多米尼克·卡明斯聘任AggregateIQ的联合创办人、加拿大人扎克·马辛厄姆（Zack Massingham），让人利用社交媒体工具给没有登记为选民、但倾向于投票脱欧的人们建立数据库。在另一个单独的场景中，亚伦·班克斯与罗伯特·默瑟会面，商讨社交媒体数据库工具的可能性。
影片对比了两派人马的竞选进展。多米尼克·卡明斯利用数据库将道格拉斯·卡斯維爾带到了杰威克。杰威克是卡斯维尔的选区之一，但他之前不知道它的存在。当地的一对夫妇在与卡斯维尔聊天时，清楚表示自己地位有所下降。利用传统焦点小组的奥利弗意识到他的竞选活动无法理解英国所有选民的担忧，小组成员陷入剧烈争吵，其中一名成员崩溃大喊：“我讨厌一事无成的样子，就好像我一事无成一样！好像我什么都不知道，我什么都不是！我烦死啦！”。
到了公投最后阶段，保守党高级议员高文浩和鲍里斯·约翰逊强势加入脱欧派竞选活动，强调需要“夺回控制权”，另一边厢彭妮·莫当特亮相英国广播公司的节目，表达对土耳其加入欧盟的担忧。戈夫和约翰逊则对脱欧派的部分主张保持沉默，诸如國民保健署的3.5亿英镑以及7000万潜在的土耳其移民，但表示可以克服。克雷格·奥利弗一边与戴维·卡梅伦及文德森两位保守党和工党的留欧派通过电话开会，一边在厨房喂孩子。奥利弗表达了自己的担忧，但双方都在指责彼此。乔·考克斯议员遇害的消息传出后，多米尼克·卡明斯与奥利弗偶然碰面，两人一起喝酒，讨论了考克斯的事情。多米尼克·卡明斯表示：“这辆脱轨的列车并不是你们所期待的那辆，不是在会上被大力宣扬的那辆。事情复杂啊！超出了我的想象，但我能够接受，你也不能阻止。”奥利弗回答：“小心你的想法。你也不能控制局面。”
时间来到了2016年6月23日公投的日子。胜利演讲结束后，多米尼克·卡明斯悄然离开了脱欧派竞选办公室。影片末尾回到了片头虚构的公众质询会上，多米尼克·卡明斯表示体制对脱欧派胜利的反应令人失望，他觉得非常恶心，便决定离开政坛。

## 阵容
- 班奈狄克·康柏拜區 饰 多米尼克·卡明斯，投票脱欧（英语：Vote Leave）运动首席政治策略师
- 罗里·金尼尔 饰 克雷格·奥利弗（英语：Craig Oliver (British journalist)），留在欧盟英国更强（英语：Britain Stronger in Europe）运动首席政治策略师
- 李·博德曼 饰 亚伦·班克斯（英语：Arron Banks），商人、脱离欧盟（英语：Leave.EU）联合创办人
- 理查德·戈尔丁（英语：Richard Goulding） 饰 鲍里斯·约翰逊，保守党议员（英语：Member of Parliament (United Kingdom)）、前伦敦市长（后来的首相），脱欧派人物
- 约翰·赫弗南（英语：John Heffernan (actor)） 饰 马修·艾略特（英语：Matthew Elliott (political strategist)），脱欧派政治策略师
- 奥利弗·马特曼（英语：Oliver Maltman） 饰 高文浩，保守党议员，脱欧派人物
- 西蒙·佩斯利·戴（英语：Simon Paisley Day） 饰 道格拉斯·卡斯維爾，独立党议员，脱欧派人物
- 露西·拉塞尔（英语：Lucy Russell (actress)） 饰 伊丽莎白·丹纳姆（英语：Elizabeth Denham），信息专员（英语：Information Commissioner's Office）
- 保罗·瑞恩（Paul Ryan）饰 独立党歐洲議會議員，脱欧派人物
- 凯尔·索勒（英语：Kyle Soller） 饰 扎克·马辛厄姆，AggregateIQ（英语：AggregateIQ）联合创办人
- 丽兹·怀特（英语：Liz White (actress)） 饰 玛丽·韦克菲尔德（英语：Mary Wakefield (journalist)），《旁观者》特别编辑、多米尼克·康宁斯的妻子
- 凯特·奥弗林（英语：Kate O'Flynn） 饰 维多利亚·伍德考克（英语：Victoria Woodcock），投票脱欧运动行动主任
- 尼古拉斯·戴（英语：Nicholas Day (actor)） 饰 约翰·米尔斯（英语：John Mills (businessman)），商人、投票脱欧董事
- 蒂姆·麦克米伦（英语：Tim McMullan） 饰 伯納·詹金爵士，保守党议员、托票脱欧董事
- 理查德·杜顿（英语：Richard Durden） 饰 比尔·凯什（英语：Sir Bill Cash）爵士，保守党议员、托票脱欧董事
- 加文·斯派克（Gavin Spokes）饰 安德鲁·库珀，疾风男爵库珀（英语：Andrew Cooper, Baron Cooper of Windrush），留在欧盟英国更强政治策略师、民调专家
- 亚丁·吉列（英语：Aden Gillett） 饰 罗伯特·默瑟（英语：Robert Mercer），美国商人、脱离欧盟献金人
- 马克·德克斯特（英语：Mark Dexter） 饰 首相戴维·卡梅伦（配音）
- 马克·加蒂斯 饰 文德森，工党上议院议员、留在欧盟英国更强董事（配音）

## 制作

### 剧本
影片的编剧詹姆斯·格拉汉姆起初写第一版剧本，主角是公投期间的英国首相戴维·卡梅伦。但后来他将主角改为官方认定的脱欧支持组织投票脱欧的竞选主任多米尼克·卡明斯。在《第四台新闻》的专访中，格拉汉姆表示影片改编自《星期日泰晤士报》政治编辑蒂姆·希普曼的著作《全面战争：脱欧打垮英国政治阶层全纪实》（All Out War: The Full Story of How Brexit Sank Britain's Political Class），以及卡梅伦的唐宁街通讯主任克雷格·奥利弗的《召唤恶魔：剖析英国脱欧》（Unleashing Demons: The Inside Story of Brexit），而奥利弗也是影片的顾问。为了能更好地演绎主角卡明斯，班奈狄克·康柏拜區曾前往其家中拜访。

### 摄制
影片于2018年5月委托给第四台拍摄，班奈狄克·康柏拜區饰演多米尼克·卡明斯。6月份罗里·金尼尔及约翰·赫弗南等配角的戏份拍摄。

## 评价

### 专业评价
影片于2019年1月7日由第四台在英国播出后，获得了普遍好评。聚合媒体烂番茄评论54条，新鲜度80%，加权平均分7.32/10。网站共识写道：“凭借着本尼迪克特·康伯巴奇尖刻的智慧及令人着迷的怪异表演，《脱欧：无理之战》用坚定不移的优雅大力呈现了最近的历史”。Metacritic评论12条，加权平均分73/100，表示“普遍好评”。
《每日电讯报》的阿萨·班尼特（Asa Bennet）打出5/5星满分评价，认为影片是“回溯脱欧公投的刺激旅程”，盛赞康伯巴奇扮演的卡明斯类似于他在电视剧《神探夏洛克》中的歇洛克·福尔摩斯一角。英国广播公司的威尔·冈萨斯打出4/5星评价，认为影片是“非常值得一看的电视电影，结构明细，剧情很好定义”，指康伯巴奇的表演“引人注目的”。《泰晤士报》的卡萝尔·米德利（Carol Midgley）给予4/5星评价，表示“没有无聊细节的脱欧是一次爆炸”。《独立报》的休·蒙哥马利（Hugh Montgomery）打出4/5星评价，称赞康伯巴奇的表演和《神探夏洛克》和《社群網戰》一样优秀。《爱尔兰时报》的彼得·克劳利（Peter Crawley）打出4/5星评价，指影片是“带有科技惊悚片感染力的政治惊悚喜剧片”，“洋溢着极大的英式幽默”。《金融时报》的苏兹·菲伊（Suzi Feay）给予5/5星满分评价，指影片是“对2016年大获成功的投票脱欧竞选活动及其马基雅维利式主任的令人振奋、近乎荒诞的戏剧化表现”，“享受这部影片的唯一障碍，便是我们现在都生活在目光犀利的思想家所梦想的混沌现实中的事实”。
《卫报》的露西·曼根批评影片，指给了2/5星的评价，认为影片是“肤浅、不负责任的电视节目”，批评对奈杰尔·法拉格和阿隆·班克斯的展示如同“卡通风格的狒狒，而不是危险的搅屎棍”。

### 其他评论
英国剧作家、非虚构文学作者莎拉·赫尔姆在《卫报》称赞影片“既没有使用任何新闻材料改善格拉汉姆展现脱欧的毒药让普通人彼此反目成仇的群体场景，也没有暴露出我们弱小的领导者容易被机会主义的党干部带风向”。《纽约时报》的爱丽丝·琼斯（Alice Jones）指出，“脱欧正在分裂英国，讲脱欧的电影也是如此”。《每日电讯报》的查尔斯·摩尔认为影片“讲了被遗忘的人们寻找他们的声音的故事”。

### 剧中人物
2019年1月4日，影片中由约翰·赫弗南饰演的马修·艾略特在《金融时报》撰文称赞电影，表示“不管发生什么事，2016年的竞选活动标志着一个重要的时刻，影片把这一点抓得很好”。卡明斯的妻子玛丽·韦克菲尔德（Mary Wakefield）在《旁觀者》撰文，指康伯巴奇扮演的他的丈夫甚至骗了他们的儿子。在视频会议中被简要带过的文德森认为影片很出色，“按下每个按钮捕捉到当时的英国”。